# Paniónion

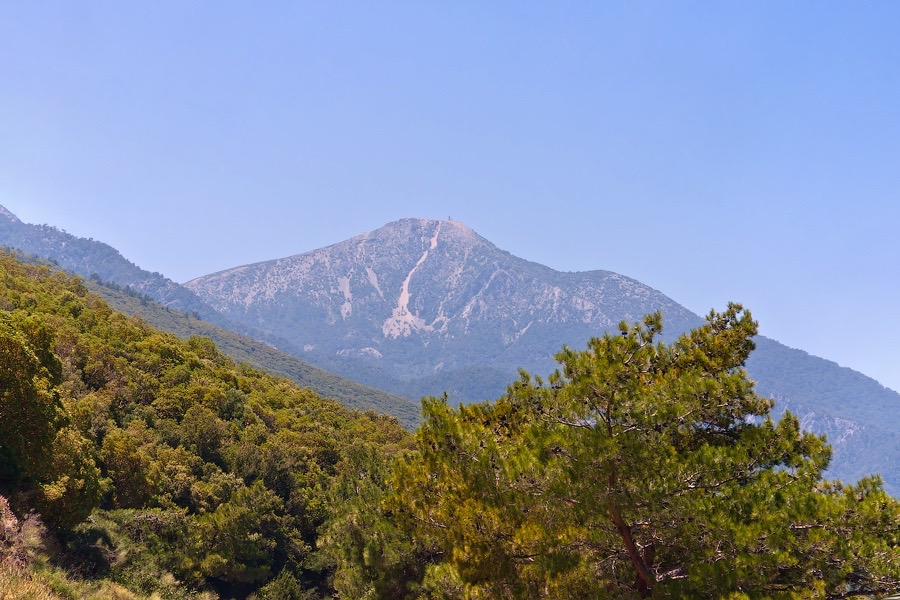
Hora Mykalé na které se nacházel Paniónion

Paniónion, starořecky Πανιώνιον, byla starověká svatyně Poseidóna Helikónia na ostrohu hory Mykalé v Egejském regionu dnešního Turecka. Každoročně zde během archaické doby probíhalo panegyris (setkání, shromáždění) měst Iónské ligy zvané Paniónia. Během shromáždění byla bohu nabídnuta bohatá oběť, zahrnující také býka, provedená knězem-králem vybraným z mladíků blízko města Priéné. Řev a bučení býka během oběti bylo považováno za dobré znamení pro iónská města. Diodóros Sicilský zmiňuje, že Paniónia byla z Mykelé přesunuta do Efesu, ale o něco mladší zmínka o shromáždění u Strabóna naznačuje spíše obě shromáždění probíhala nezávisle na sobě. Ze svatyně se zachovalo jen málo, výjimkou jsou jen základy obrovského oltáře z archaické doby, jednací sál ligy a velká jeskyně. Na místě přes jeho význam nejspíše nikdy nestál žádný chrám.
Původ Poseidónova titulu Helikónios (Ἑλικωνιος) není zcela jasný. Iónové sami ho spojovali s achájským městem Heliké, odkud podle starověkého podání pocházeli i oni sami. Z tohoto důvodů také po dotazu věštírně vyslali do Heliké poselstvo, které žádalo vydání posvátných objektů zvaných afidruma z oltářů iónských předků. Achájové odmítli předměty vydat a zemětřesení, které v roce 373 př. n. l. zničilo Heliké bylo podle Iónů Poseidónovým trestem. To, že v Heliké skutečně existoval významný Poseidónův kult dokazují zmínky v Íliadě, Poseidónův kult v Heliké s Poseidónem Helikóniem spojuje i Strabón. Zároveň Strabón zmiňuje existenci ještě jednoho Heliké, které leželo v Thessálii. Klasická badatelka Jennifer Larson proti spojení s městem Heliké namítá, že lingvisticky vychází titul Helikónios spíše z jména boiótské hory Helikón na druhém břehu Korintského zálivu. Podotýká ale že na Helikónu není žádný Poseidónův kult doložen, ač v Boiótii byl ale tento bůh obecně velmi oblíbený.